# Kamel Zeghli
Kamel Zeghli (sinh ngày 20 tháng 8 năm 1993 ở Béjaïa) là một cầu thủ bóng đá người Algérie thi đấu cho CA Batna.

## Sự nghiệp câu lạc bộ
Ở mùa giải 2011–12, Zeghli từng là thành viên của U-21 JSM Béjaïa giành cú đúp danh hiệu, ghi một bàn thắng trong trận chung kết của Cúp bóng đá U-21 Algérie 2011–12 trước ASO Chlef.
Ngày 22 tháng 12 năm 2012, Zeghli có màn ra mắt cho Béjaïa, vào sân từ ghế dự bị ở giữa trận trong trận đấu tại giải vô địch trước ASO Chlef.